# 遼州 (新民市)
遼州（りょうしゅう）は、中国にかつて存在した州。現在の遼寧省新民市および康平県一帯に設置された。
遼により渤海国東平府の故地に遼州が設置され、東京道の管轄とされた。太祖耶律阿保機は東平府と伊州・蒙州・陀州・黒州・北州を廃止して、東平軍を置いた。太宗のとき、東平軍は始平軍と改められた。遼州は遼浜・安定の2県と祺州を管轄した。
1143年（皇統3年）、金により遼州は廃止され、遼浜県に降格された。